# Nußloch
Nußloch – miejscowość i gmina w Niemczech, w kraju związkowym Badenia-Wirtembergia, w rejencji Karlsruhe, w regionie Rhein-Neckar, w powiecie Rhein-Neckar. Leży ok. 10 km na południe od Heidelbergu, przy drodze krajowej B3.

## Współpraca
- Andernos-les-Bains, Francja
- Nagyatád, Węgry
- Segorbe, Hiszpania